# Vicious Lies and Dangerous Rumors
Albums de Big Boi
Sir Lucious Left Foot: The Son of Chico Dusty
(2010)
Singles
1. Mama Told Me
Sortie : 1er octobre 2012

Vicious Lies and Dangerous Rumors est le deuxième album studio de Big Boi, sorti le 11 décembre 2012.
L'album s'est classé 3e au Top Rap Albums, 6e au Top Digital Albums et au Top R&B/Hip-Hop Albums et 34e au Billboard 200.

## Liste des titres
| No  | Titre                                                                                                | Auteur | Contient un (des) sample(s) de         | Durée |
| --- | --- | --- | -------------------------------------- | ----- |
| 1.  | Ascending (Produit par Big Boi et Chris Carmouche)                                                   | Andy Slagle |                                        | 1:09  |
| 2.  | The Thickets (featuring Sleepy Brown – Produit par Big Boi et Chris Carmouche)                       | Patrick Brown, Chris Carmouche, Donald Degrate, Antwan Patton, Cyshae Strachan                                                                        | Interlude (533 Nasty) de Jodeci        | 2:48  |
| 3.  | Apple of My Eye (Produit par Mr. DJ)                                                                 | Antwan Patton, David Sheats, Jake Troth | Intro des xx                           | 3:44  |
| 4.  | Objectum Sexuality (featuring Phantogram – Produit par Phantogram)                                   | Sarah Barthel, Josh Carter, Antwan Patton |                                        | 4:49  |
| 5.  | In the A (featuring T.I. et Ludacris – Produit par Showdown, DJ Aries et BlackOwned C-Bone)          | Corey Andrews, Christopher Bridges, Lawrence Butler, Wilbert Ellis, Clifford Joseph Harris Jr., Antwan Patton                                         | Shutterbugg de Big Boi featuring Cutty | 5:20  |
| 6.  | She Hates Me (featuring Kid Cudi – Produit par Sharif Wilson, Chris Carmouche et Big Boi)            | Chris Carmouche, Scott Mescudi, Antwan Patton, Treie, Sharif Wilson                                                                                   |                                        | 3:50  |
| 7.  | CPU (featuring Phantogram – Produit par Chris Carmouche et Jeron Ward)                               | Sarah Barthel, Chris Carmouche, Josh Carter, Shelton Oliver, Antwan Patton, Demond Toney, Jeron Ward                                                  |                                        | 4:12  |
| 8.  | Thom Pettie (featuring Little Dragon et Killer Mike – Produit par Chris Carmouche et Big Boi)        | Erik Bodin, David Brown, Chris Carmouche, LaMarquis Jefferson, Yukimi Nagano, Antwan Patton, Michael Render, Fredrik Wallin, Håkan Wirenstrand        |                                        | 3:25  |
| 9.  | Mama Told Me (featuring Kelly Rowland – Produit par The Flush, Chris Carmouche et Big Boi)           | Erik Bodin, Chris Carmouche, Ricardo Lewis, Yukimi Nagano, Shelton Oliver, Antwan Patton, Ricky Walker, Fredrik Wallin, Jeron Ward, Håkan Wirenstrand | Automatic de Prince                    | 3:10  |
| 10. | Lines (featuring ASAP Rocky et Phantogram – Produit par Organized Noize, Chris Carmouche et Big Boi) | Sarah Barthel, Chris Carmouche, Josh Carter, Rakim Mayers, Raymond Murray, Antwan Patton, Rico Wade                                                   |                                        | 3:24  |
| 11. | Shoes for Running (featuring B.o.B et Wavves – Produit par John Hill et Nathan Williams)             | John Hill, Bobby Ray Simmons Jr., Antwan Patton, Nathan Williams, Sirah                                                                               |                                        | 3:50  |
| 12. | Raspberries (featuring Mouche et Scar – Produit par Arthur McArthur)                                 | Chris Carmouche, Jeremy McArthur, Antwan Patton, Terrence Smith                                                                                       |                                        | 3:41  |
| 13. | Tremendous Damage (featuring Bosko – Produit par Chris Carmouche et Bosko)                           | Chris Carmouche, Timothy Clayton, LaMarquis Jefferson, Bosko Kante, Kevin Kendrick, Antwan Patton, Terrence Smith                                     |                                        | 5:21  |
| 14. | Descending (featuring Little Dragon – Produit par Andramadon, Gary Fly et Chris Carmouche)           | Erik Bodin, Chris Carmouche, Gary Fly, Yukimi Nagano, Antwan Patton, Andy Slagle, Fredrik Wallin, Håkan Wirenstrand                                   |                                        | 5:50  |

| 15. | Higher Res (featuring Jai Paul et Little Dragon – Produit par Jai Paul)                          | Antwan Patton, Chris Carmouche, Jai Paul, Anup Paul, Yukimi Nagano, Erik Bodin, Fredrik Wallin, Håkan Wirenstrand      | | 2:23 |
| 16. | Gossip (featuring UGK et Big K.R.I.T. – Produit par Organized Noize, Chris Carmouche et Big Boi) | Antwan Patton, Raymon Murray, Rico Wade, Chad Butler, Bernard Freeman, Justin Scott, Maurice Sinclair, Chris Carmouche | Low Low de Lil' Will featuring Cool Breeze et Pimp C They Don't Dance No Mo' de Goodie Mob featuring Lil' Will | 4:09 |
| 17. | She Said OK (featuring Theophilus London et Tre Luce – Produit par Chris Carmouche et Tre Luce)  | Antwan Patton, Chris Carmouche, Theophilus London, Eric Lucear, LaMarquis Jefferson, Kevin Kendrick                    | | 3:57 |